# Вараждинский собор
Вараждинский собор,  Собор Вознесения Пресвятой Девы Марии — католический собор в городе Вараждин, Хорватия. Кафедральный собор Епархии Вараждина, памятник архитектуры. Освящён во имя Вознесения Пресвятой Девы Марии.

## История
Собор расположен в центральной части старого города Вараждина. Строительство современного здания церкви началось в 1642 году и в основном было завершено через 4 года. Возводили храм иезуиты. Строительство храма было профинансировано местным знатным вельможей, графом Гаспаром Драшковичем. Ризница была завершена в 1656 году, а свой современный облик храм приобрёл в 1676 году после возведения колокольни.
Строительство иезуитского колледжа при храме продолжалось с 1679 по 1691 года. Ныне в здании колледжа располагается Факультет организации и информатики Загребского университета. В тот же период в едином архитектурном комплексе с храмом возведено здание общественной гимназии, ныне резиденция епископа Вараждина.
После роспуска ордена иезуитов в 1773 году вараждинский храм сначала перешёл в руки монахов-паулинов, затем стал епархиальной церковью. После образования отдельной вараждинской епархии в 1997 году церковь стала её кафедральным собором.

## Архитектура

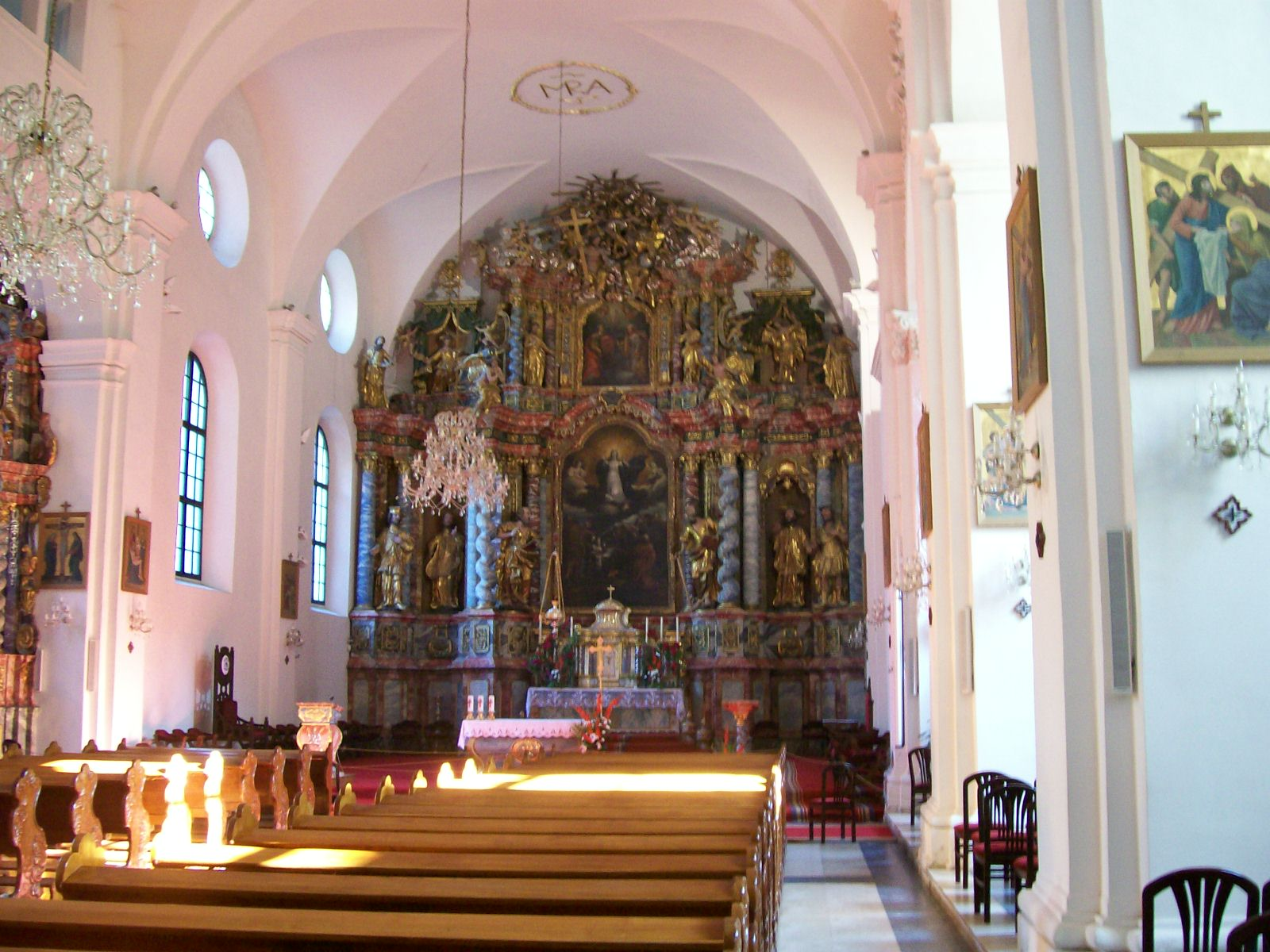
Интерьер собора

Архитектурно собор представляет собор раннебарочную однонефную церковь с шестью боковыми капеллами. Внешний облик храма довольно скромен, однако интерьер храма контрастирует с ним своим богатым декором. Особо выделяется двухуровневый вычурно декорированный главный алтарь, созданный в 1737 году. В центре нижнего уровня алтарного образа — живописное изображение сцены Вознесения Богоматери, по левую и правую стороны — статуи святых апостолов Петра и Павла, Игнатия Лойолы, Франциска Ксаверия, Иоанна Непомуцкого и святого Доната. В центре верхнего уровня — образ святых Иоакима и Анны и статуи евангелистов.
Во всех шести боковых капеллах ранее были установлены алтари, ныне они сохранились только в трёх. Орган собора многократно менялся, современный строился с 1988 по 1998 года. Органные концерты в Вараждинском соборе служат обязательным элементом ежегодных «Вараждинских барочных вечеров».